# Kjersti Annesdatter Skomsvold
Kjersti Annesdatter Skomsvold, född 3 december 1979 i Oslo, är en norsk författare. Hon debuterade 2009 med boken Jo fortere jeg går, jo mindre er jeg. För denna blev hon tilldelad Tarjei Vesaas debutantpris 2009. Boken har översatts till flera språk. 

## Priser
- 2009 – Tarjei Vesaas debutantpris för Jo fortere jeg går, jo mindre er jeg
- 2015 – Doblougska priset